# Rhopalione sinensis
Rhopalione sinensis är en kräftdjursart som beskrevs av Clements Robert Markham1990. Rhopalione sinensis ingår i släktet Rhopalione och familjen Bopyridae. Inga underarter finns listade i Catalogue of Life.